# Austrian Football League 2019
La Austrian Football League 2019 è la 35ª edizione del campionato di football americano di primo livello, organizzato dalla AFBÖ.
La finale si giocherà il 27 luglio alla NV Arena di Sankt Pölten.

## Squadre partecipanti
| Club                  | Città     | Stadio | Sponsor ufficiale | Risultato nella stagione 2018 |
| --------------------- | --------- | ------ | ----------------- | ----------------------------- |
| AFC Rangers Mödling   | Mödling   |        | SonicWall         |                               |
| Amstetten Thunder     | Amstetten |        |                   |                               |
| Danube Dragons        | Vienna    |        |                   |                               |
| Graz Giants           | Graz      |        | Projekt Spielberg |                               |
| Prague Black Panthers | Praga     |        |                   |                               |
| Tirol Raiders         | Innsbruck |        | Swarco            |                               |
| Traun Steelsharks     | Traun     |        |                   |                               |
| Vienna Vikings        | Vienna    |        | Dacia             |                               |

## Stagione regolare

### Calendario

#### 1ª giornata
| Amstetten 16 marzo 2019, ore 15:00 | Amstetten Thunder | 7 – 48 (0-21 0-27 0-0 7-0) referto | Tirol Raiders | Umdasch Stadion (700 spett.) |

| Traun 16 marzo 2019, ore 17:00 | Traun Steelsharks | 31 – 52 (10-7 7-7 7-24 7-14) referto | AFC Rangers Mödling | Trauner Stadion (1850 spett.) |

| Graz 17 marzo 2019, ore 14:00 | Graz Giants | 10 – 12 (3-0 0-7 7-2 0-3) referto | Danube Dragons | Verbandsplatz Graz (500 spett.) |

#### Recuperi 1
| Vienna 24 marzo 2019, ore 16:15 | Vienna Vikings | 28 – 7 (7-0 14-0 0-0 7-7) referto | Prague Black Panthers | Hohe Warte Stadion (1500 spett.) |

#### 2ª giornata
| Praga 30 marzo 2019, ore 15:00 | Prague Black Panthers | 51 – 6 (29-0 14-0 6-0 2-6) referto | Amstetten Thunder | Stadion SK Prosek (600 spett.) |

| Mödling 30 marzo 2019, ore 15:00 | AFC Rangers Mödling | 45 – 39 (21-0 10-7 14-8 0-24) referto | Graz Giants | Stadion Mödling (400 spett.) |

| Innsbruck 30 marzo 2019, ore 16:00 | Tirol Raiders | 48 – 28 (14-7 17-14 14-0 3-7) referto | Vienna Vikings | Tivoli-Neu Stadion (4500 spett.) |

| Vienna 31 marzo 2019, ore 15:00 | Danube Dragons | 45 – 28 (10-7 7-0 7-7 21-14) referto | Traun Steelsharks | Sportplatz Donaufeld (1000 spett.) |

#### 3ª giornata
| Vienna 6 aprile 2019, ore 14:00 | Danube Dragons | 37 – 14 (7-0 14-7 13-0 3-7) referto | AFC Rangers Mödling | Sportplatz Donaufeld (1000 spett.) |

| Traun 6 aprile 2019, ore 17:00 | Traun Steelsharks | 14 – 63 (0-28 0-14 7-14 7-7) referto | Tirol Raiders | Trauner Stadion (1287 spett.) |

| Vienna 7 aprile 2019, ore 15:00 | Vienna Vikings | 61 – 0 (14-0 13-0 7-0 27-0) referto | Amstetten Thunder | Hohe Warte Stadion (4000 spett.) |

| Praga 7 aprile 2019, ore 15:00 | Prague Black Panthers | 14 – 35 (7-0 0-14 0-14 7-7) referto | Graz Giants | Stadion SK Prosek |

#### 4ª giornata
| Amstetten 20 aprile 2019, ore 15:00 | Amstetten Thunder | 9 – 49 (0-7 3-28 6-7 0-14) referto | Prague Black Panthers | Umdasch Stadion (600 spett.) |

| Mödling 22 aprile 2019, ore 15:00 | AFC Rangers Mödling | 75 – 49 (13-7 21-28 13-8 28-6) referto | Traun Steelsharks | Stadion Mödling (500 spett.) |

| Innsbruck 22 aprile 2019, ore 15:00 | Tirol Raiders | 34 – 14 (6-0 21-7 0-0 7-7) referto | Danube Dragons | Tivoli-Neu Stadion (1000 spett.) |

| Graz 22 aprile 2019, ore 16:00 | Graz Giants | 36 – 14 (16-6 10-8 3-0 7-0) referto | Vienna Vikings | Stadion Eggenberg (1200 spett.) |

#### 5ª giornata
| Amstetten 4 maggio 2019, ore 15:00 | Amstetten Thunder | 14 – 35 (0-7 0-7 7-14 7-7) referto | AFC Rangers Mödling | Umdasch Stadion (500 spett.) |

| Graz 4 maggio 2019, ore 16:00 | Graz Giants | 27 – 34 (8-0 7-13 6-14 6-7) referto | Tirol Raiders | Stadion Eggenberg |

| Traun 4 maggio 2019, ore 17:00 | Traun Steelsharks | 8 – 56 (0-14 0-28 8-7 0-7) referto | Prague Black Panthers | Trauner Stadion (850 spett.) |

| Vienna 5 maggio 2019, ore 15:00 | Vienna Vikings | 10 – 3 (0-0 10-0 0-3 0-0) referto | Danube Dragons | Hohe Warte Stadion (1000 spett.) |

#### 6ª giornata
| Traun 18 maggio 2019, ore 16:00 | Traun Steelsharks | 13 – 46 (7-19 0-13 6-14 0-0) referto | Graz Giants | Trauner Stadion (800 spett.) |

| Innsbruck 18 maggio 2019, ore 18:00 | Tirol Raiders | 54 – 14 (13-7 10-0 21-0 10-7) referto | AFC Rangers Mödling | Tivoli-Neu Stadion (2500 spett.) |

| Vienna 19 maggio 2019, ore 15:00 | Danube Dragons | 45 – 10 (14-0 14-3 7-7 10-0) referto | Amstetten Thunder | Sportplatz Donaufeld (500 spett.) |

| Praga 19 maggio 2019, ore 15:00 | Prague Black Panthers | 3 – 28 (0-0 0-14 0-14 3-0) referto | Vienna Vikings | Stadion SK Prosek (416 spett.) |

#### 7ª giornata
| Mödling 25 maggio 2019, ore 15:00 | AFC Rangers Mödling | 28 – 55 (7-13 0-21 7-14 7-7) referto | Vienna Vikings | Stadion Mödling (1500 spett.) |

| Amstetten 25 maggio 2019, ore 16:00 | Amstetten Thunder | 35 – 47 (14-7 0-7 14-19 7-14) referto | Traun Steelsharks | Umdasch Stadion (900 spett.) |

| Vienna 26 maggio 2019, ore 13:00 | Danube Dragons | 21 – 14 (0-7 7-7 7-0 7-0) referto | Graz Giants | Sportplatz Donaufeld (800 spett.) |

| Innsbruck 26 maggio 2019, ore 15:00 | Tirol Raiders | 28 – 14 (0-0 14-7 7-7 7-0) referto | Prague Black Panthers | Tivoli-Neu Stadion (3500 spett.) |

#### 8ª giornata
| Amstetten 1º giugno 2019, ore 15:00 | Amstetten Thunder | 6 – 35 (6-7 0-7 0-7 0-14) referto | Danube Dragons | Umdasch Stadion (500 spett.) |

| Graz 1º giugno 2019, ore 16:00 | Graz Giants | 56 – 21 (21-0 14-7 7-8 14-6) referto | Traun Steelsharks | Stadion Eggenberg |

| Vienna 1º giugno 2019, ore 16:00 | Vienna Vikings | 13 – 34 (0-13 13-0 0-7 0-14) referto | Tirol Raiders | Hohe Warte Stadion (2000 spett.) |

| Praga 2 giugno 2019, ore 15:00 | Prague Black Panthers | 52 – 21 (21-0 10-7 7-14 14-0) referto | AFC Rangers Mödling | Stadion SK Prosek (327 spett.) |

#### 9ª giornata
| Vienna 15 giugno 2019, ore 15:00 | Danube Dragons | 21 – 27 (7-13 0-0 0-7 14-7) referto | Vienna Vikings | Sportplatz Donaufeld (3000 spett.) |

| Mödling 15 giugno 2019, ore 15:00 | AFC Rangers Mödling | 0 – 35 (0-7 0-14 0-7 0-7) referto | Prague Black Panthers | Stadion Mödling (200 spett.) |

| Innsbruck 15 giugno 2019, ore 16:00 | Tirol Raiders | 37 – 30 (7-7 14-6 3-0 13-17) referto | Graz Giants | Tivoli-Neu Stadion (2000 spett.) |

| Traun 15 giugno 2019, ore 17:00 | Traun Steelsharks | 49 – 19 (14-0 7-7 21-6 7-6) referto | Amstetten Thunder | Trauner Stadion (1788 spett.) |

#### 10ª giornata
| Graz 22 giugno 2019, ore 16:00 | Graz Giants | 42 – 10 (14-0 14-0 14-0 0-10) referto | Amstetten Thunder | Verbandsplatz Graz |

| Praga 22 giugno 2019, ore 16:00 | Prague Black Panthers | 34 – 31 (d.t.s.) (6-0 7-7 8-7 7-14 6-3) referto | Danube Dragons | Stadion SK Prosek (200 spett.) |

| Mödling 22 giugno 2019, ore 16:00 | AFC Rangers Mödling | 20 – 31 (3-7 0-14 7-7 10-3) referto | Tirol Raiders | Stadion Mödling (300 spett.) |

| Vienna 23 giugno 2019, ore 15:00 | Vienna Vikings | 66 – 37 (21-17 24-7 14-0 7-13) referto | Traun Steelsharks | Hohe Warte Stadion (1000 spett.) |

### Classifica
La classifica della regular season è la seguente:
- PCT = percentuale di vittorie, G = partite giocate, V = partite vinte,  P = partite perse, PF = punti fatti, PS = punti subiti

| Pos. | Squadra               | PCT   | G  | V  | N | P  | PF  | PS  |
| ---- | --------------------- | ----- | -- | -- | - | -- | --- | --- |
| 1    | Tirol Raiders         | 1.000 | 10 | 10 | 0 | 0  | 411 | 181 |
| 2    | Vienna Vikings        | .700  | 10 | 7  | 0 | 3  | 330 | 217 |
| 3    | Prague Black Panthers | .600  | 10 | 6  | 0 | 4  | 315 | 194 |
| 4    | Danube Dragons        | .600  | 10 | 6  | 0 | 4  | 264 | 187 |
| 5    | Graz Giants           | .500  | 10 | 5  | 0 | 5  | 335 | 221 |
| 6    | AFC Rangers Mödling   | .400  | 10 | 4  | 0 | 6  | 304 | 397 |
| 7    | Traun Steelsharks     | .200  | 10 | 2  | 0 | 8  | 297 | 513 |
| 8    | Amstetten Thunder     | .000  | 10 | 0  | 0 | 10 | 116 | 442 |

## Playoff

### Tabellone
La migliore delle qualificate in seguito alle Wild Card incontrerà in semifinale la seconda classificata della stagione regolare, mentre la peggiore incontrerà la prima.
|  | Wild Card | Wild Card             | Wild Card |  |  | Semifinali | Semifinali            | Semifinali     |                |    | XXXV Austrian Bowl | XXXV Austrian Bowl | XXXV Austrian Bowl |  |
|  |           |                       |           |  |  |            |                       |                |                |    |                    |                    |                    |  |
|  |           |                       |           |  |  | 1          | Tirol Raiders         | 49             |                |    |                    |                    |                    |  |
|  | 4         | Danube Dragons        | 24        |  |  |            | Danube Dragons        | 43             |                |    |                    |                    |                    |  |
|  | 5         | Graz Giants           | 17        |  |  |            |                       |                |                |    | Tirol Raiders      | Tirol Raiders      | 42                 |  |
|  |           |                       |           |  |  |            |                       | Vienna Vikings | Vienna Vikings | 34 |                    |                    |                    |  |
|  |           |                       |           |  |  | 2          | Vienna Vikings        | 28             |                |    |                    |                    |                    |  |
|  | 3         | Prague Black Panthers | 35        |  |  |            | Prague Black Panthers | 21             |                |    |                    |                    |                    |  |
|  | 6         | AFC Rangers Mödling   | 23        |  |  |            |                       |                |                |    |                    |                    |                    |  |

### Wild Card
| 6 luglio 2019, ore 16:00 | Danube Dragons | 24 – 17 (7-3 7-6 3-8 7-0) referto | Graz Giants | (1500 spett.) |

| 7 luglio 2019, ore 16:00 | Prague Black Panthers | 35 – 23 (7-0 14-10 7-7 7-6) referto | AFC Rangers Mödling |  |

### Semifinali
| Innsbruck 13 luglio 2019, ore 16:00 | Tirol Raiders | 49 – 43 (7-3 14-14 14-14 14-12) referto | Danube Dragons | Tivoli-Neu Stadion (2100 spett.) |

| Vienna 14 luglio 2019, ore 16:00 | Vienna Vikings | 28 – 21 (7-13 7-8 6-0 8-0) referto | Prague Black Panthers | Footballzentrum Ravelinstraße (1500 spett.) |

### XXXV Austrian Bowl
| Sankt Pölten 27 luglio 2019, ore 19:00 | Tirol Raiders | 42 – 34 (0-7 21-21 14-0 7-6) referto | Vienna Vikings | NV Arena (5000 spett.) |

## Verdetti
- Tirol Raiders Campioni dell'Austria 2019
- Amstetten Thunder retrocessi in AFL - Division I 2020

## Marcatori
| Giocatore      | Sq.                   | TD rush | TD recv | TD int | TD p.ret | TD k.ret | TD oth | Xp1   | Xp2 | FG  | Saf | Totale |
| -------------- | --------------------- | ------- | ------- | ------ | -------- | -------- | ------ | ----- | --- | --- | --- | ------ |
| Gamboa         | Prague Black Panthers | 14+3    | 4+0     | 0+0    | 0+0      | 0+0      | 0+0    | 0+0   | 3+0 | 0+0 | 0+0 | 132    |
| S. Platzgummer | Tirol Raiders         | 5+3     | 6+1     | 0+0    | 1+0      | 0+1      | 0+0    | 0+0   | 0+0 | 0+0 | 0+0 | 102    |
| Knaus          | Danube Dragons        | 0+0     | 2+2     | 0+0    | 0+0      | 0+0      | 0+0    | 34+7  | 0+0 | 6+2 | 0+0 | 89     |
| Schwarz        | Tirol Raiders         | 0+0     | 0+0     | 2+0    | 0+0      | 0+0      | 0+0    | 41+13 | 0+0 | 5+0 | 0+0 | 81     |
| Sommer         | Graz Giants           | 0+0     | 12+1    | 0+0    | 0+0      | 0+0      | 0+0    | 1+0   | 0+0 | 0+0 | 0+0 | 79     |
| Spencer        | Vienna Vikings        | 10+1    | 1+0     | 0+0    | 1+0      | 0+0      | 0+0    | 0+0   | 0+0 | 0+0 | 0+0 | 78     |
| 2 giocatori    | 72                    |         |         |        |          |          |        |       |     |     |     |        |
| 3 giocatori    | 66                    |         |         |        |          |          |        |       |     |     |     |        |
| Mayr           | Vienna Vikings        | 3+0     | 4+3     | 0+0    | 0+0      | 0+0      | 0+0    | 0+0   | 0+1 | 0+0 | 0+0 | 62     |
| Mangge         | Graz Giants           | 0       | 1       | 0      | 0        | 0        | 0      | 34    | 0   | 7   | 0   | 61     |
| Namdar         | AFC Rangers Mödling   | 0+1     | 9+0     | 0+0    | 0+0      | 0+0      | 0+0    | 0+0   | 0+0 | 0+0 | 0+0 | 60     |
| Schachermayr   | Traun Steelsharks     | 0       | 3       | 0      | 0        | 1        | 0      | 29    | 0   | 1   | 0   | 56     |
| Rhone          | Danube Dragons        | 3+1     | 2+3     | 0+0    | 0+0      | 0+0      | 0+0    | 0+0   | 0+0 | 0+0 | 0+0 | 54     |
| 2 giocatori    | 52                    |         |         |        |          |          |        |       |     |     |     |        |
| 2 giocatori    | 50                    |         |         |        |          |          |        |       |     |     |     |        |
| Shelton        | Tirol Raiders         | 5+3     | 0+0     | 0+0    | 0+0      | 0+0      | 0+0    | 0+0   | 0+0 | 0+0 | 0+0 | 48     |
| Tasic          | AFC Rangers Mödling   | 0+0     | 0+0     | 0+0    | 0+0      | 0+0      | 0+0    | 33+2  | 0+0 | 3+1 | 0+0 | 47     |
| Torta          | Graz Giants           | 0       | 7       | 0      | 0        | 0        | 0      | 0     | 1   | 0   | 0   | 44     |
| 2 giocatori    | 42                    |         |         |        |          |          |        |       |     |     |     |        |
| Wappl          | Vienna Vikings        | 0+0     | 2+2     | 0+0    | 0+0      | 0+0      | 0+0    | 14+0  | 0+0 | 1+0 | 0+0 | 41     |
| Mandík         | Prague Black Panthers | 0+0     | 0+0     | 0+0    | 0+0      | 0+0      | 0+0    | 29+5  | 0+0 | 2+0 | 0+0 | 40     |
| 4 giocatori    | 36                    |         |         |        |          |          |        |       |     |     |     |        |
| Abfalter       | Tirol Raiders         | 0+0     | 3+2     | 0+0    | 0+0      | 0+0      | 0+0    | 4+0   | 0+0 | 0+0 | 0+0 | 34     |
| 2 giocatori    | 32                    |         |         |        |          |          |        |       |     |     |     |        |
| 4 giocatori    | 30                    |         |         |        |          |          |        |       |     |     |     |        |
| Kappel         | Vienna Vikings        | 0+0     | 0+0     | 0+0    | 0+0      | 0+0      | 0+0    | 17+6  | 0+0 | 1+0 | 0+0 | 26     |
| 6 giocatori    | 24                    |         |         |        |          |          |        |       |     |     |     |        |
| Kammerhofer    | Amstetten Thunder     | 0       | 0       | 0      | 0        | 0        | 0      | 10    | 0   | 3   | 0   | 19     |
| 10 giocatori   | 18                    |         |         |        |          |          |        |       |     |     |     |        |
| 5 giocatori    | 12                    |         |         |        |          |          |        |       |     |     |     |        |
| Roba           | Prague Black Panthers | 0+0     | 1+0     | 0+0    | 0+0      | 0+0      | 0+0    | 1+3   | 0+0 | 0+0 | 0+0 | 10     |
| 2 giocatori    | 7                     |         |         |        |          |          |        |       |     |     |     |        |
| 22 giocatori   | 6                     |         |         |        |          |          |        |       |     |     |     |        |
| Straight       | Vienna Vikings        | 0       | 0       | 0      | 0        | 0        | 0      | 5     | 0   | 0   | 0   | 5      |
| Müllner        | Vienna Vikings        | 0       | 0       | 0      | 0        | 0        | 0      | 4     | 0   | 0   | 0   | 4      |
| Rock           | Graz Giants           | 0+0     | 0+0     | 0+0    | 0+0      | 0+0      | 0+0    | 0+0   | 0+0 | 0+1 | 0+0 | 3      |
| 4 giocatori    | 2                     |         |         |        |          |          |        |       |     |     |     |        |
| 4 giocatori    | 1                     |         |         |        |          |          |        |       |     |     |     |        |

- Miglior marcatore della stagione regolare: Gamboa ( Prague Black Panthers), 114
- Miglior marcatore dei playoff: Knaus ( Danube Dragons), 25
- Miglior marcatore della stagione: Gamboa ( Prague Black Panthers), 132

## Passer rating
La classifica tiene in considerazione soltanto i quarterback con almeno 10 lanci effettuati.
| Giocatore         | Sq.                   | G    | Att    | Comp   | Int | Yds      | TD   | NFL    | NCAA   |
| ----------------- | --------------------- | ---- | ------ | ------ | --- | -------- | ---- | ------ | ------ |
| Shelton           | Tirol Raiders         | 9+2  | 226+39 | 167+29 | 2+0 | 2093+426 | 29+5 | 139,64 | 194,64 |
| Yeldell           | AFC Rangers Mödling   | 3    | 89     | 64     | 3   | 872      | 10   | 126,24 | 184,55 |
| Jeffries          | Danube Dragons        | 10+2 | 253+61 | 150+41 | 0+1 | 2233+591 | 24+8 | 122,89 | 169,37 |
| Kennedy           | Graz Giants           | 10+1 | 271+29 | 159+19 | 5+1 | 2360+221 | 34+2 | 118,62 | 167,20 |
| Seeber            | Tirol Raiders         | 3    | 14     | 13     | 0   | 112      | 0    | 100,00 | 160,06 |
| Deimek            | Traun Steelsharks     | 2    | 18     | 11     | 2   | 178      | 2    | 91,67  | 158,62 |
| Roba              | Prague Black Panthers | 3    | 14     | 6      | 0   | 112      | 2    | 110,71 | 157,20 |
| Herink            | Vienna Vikings        | 10+2 | 280+60 | 173+41 | 5+2 | 2339+466 | 21+6 | 106,80 | 154,33 |
| Bruggmann         | AFC Rangers Mödling   | 6+1  | 181+31 | 106+15 | 3+0 | 1564+207 | 16+1 | 105,29 | 150,88 |
| Uribe             | Traun Steelsharks     | 9    | 300    | 171    | 9   | 2494     | 24   | 98,39  | 147,23 |
| Mayr              | Vienna Vikings        | 4    | 12     | 9      | 0   | 99       | 0    | 98,96  | 144,30 |
| Lewis             | Prague Black Panthers | 2    | 30     | 15     | 3   | 208      | 4    | 72,64  | 132,24 |
| Potts             | Prague Black Panthers | 9+2  | 162+30 | 90+12  | 3+1 | 1112+134 | 13+1 | 89,02  | 127,53 |
| Bräuer            | AFC Rangers Mödling   | 2    | 20     | 10     | 0   | 135      | 1    | 88,54  | 123,20 |
| L. Kerschbaummayr | Amstetten Thunder     | 10   | 312    | 179    | 10  | 1838     | 10   | 71,77  | 111,02 |

- Miglior QB della stagione regolare: Shelton ( Tirol Raiders), 192,26
- Miglior QB dei playoff: Shelton ( Tirol Raiders), 208,42
- Miglior QB della stagione: Shelton ( Tirol Raiders), 194,64